# 广布铁角蕨
雷波铁角蕨（学名：Asplenium anogrammoides）也称雷波铁角蕨，为铁角蕨科铁角蕨属下的一个植物种。